# Strife
Strife is een toneelstuk van de Britse dramaturg John Galsworthy in drie bedrijven, voor het eerst opgevoerd in het Duke of York's Theatre in Londen in 1909. Het is een drama over de wereld van de arbeid en de belangen van werkgevers tegenover die van werknemers. Galsworthy laat zich echter niet blindelings door dialectiek leiden; hij schept een complex panorama van verschillende politieke opvattingen. Het was Galsworthy’s derde toneelstuk.

## Samenvatting
De bestuursraad van de Trenartha Tin Plate Works is vanuit Londen naar de fabriek in het grensgebied van Engeland en Wales afgezakt. Er heerst reeds wekenlang een staking en het gaat slecht met de aandelenkoers. Aanvoerder van de staking is Roberts, een ingenieur die zich bedrogen voelt omdat hij ooit een belangrijke uitvinding deed die het bedrijf honderdduizend pond sterling opleverde en waarvoor hij slechts zevenhonderd pond kreeg uitbetaald. Voor hem is deze strijd een persoonlijke oorlog tegen het kapitaal. Oprichter van de fabriek en voorzitter van de bestuursraad is de oude, conservatieve heer John Anthony, die radicaal gekant is tegen iedere toegeving aan de eisen van arbeiders. Dit is de vierde staking in de geschiedenis van de fabriek, en iedere keer heeft hij voet bij stuk gehouden. Anthony’s zoon Edgar zetelt eveneens in de raad van bestuur, maar is socialistischer ingesteld dan zijn vader. Enid Underwood is Anthony’s dochter en is met het bestuurslid Francis Underwood gehuwd. Zij heeft liberale opvattingen en sympathiseert met de arbeiders, maar kan dit lastig verzoenen met haar trouw aan haar vader. De staking wordt niet gesteund door de vakbond; de vakbondsvertegenwoordiger, mijnheer Harness, vindt dat Roberts’ eisen te ver gaan. De arbeiders staan er alleen voor.
In het tweede bedrijf vergaderen de echtgenotes van de arbeiders in het huis van Roberts. Mevrouw Roberts heeft een hartzwakte. Er is nauwelijks eten in het huis en het is koud want de kolen zijn op. Enid komt haar bezoeken, maar wordt niet bepaald hartelijk ontvangen. Annie Roberts heeft al het eten teruggestuurd dat Enid haar toegezonden had en ze wil evenmin dat Enid haar dokterskosten betaalt; dit is een principekwestie. Ze wil geen liefdadigheid.
De arbeiders vergaderen buiten in de sneeuw en elkeen mag zijn zegje doen. De oude Henry Thomas zegt dat het genoeg geweest is en dat ook de dominee het met hem eens is; verder staken zou zodoende tegen de wil van de kerk indruisen. Harness van de vakbond tracht hen tot redelijkheid te bewegen en enkele eisen achterwege te laten, opdat de vakbond hun staking officieel kan ondersteunen. Roberts wil er niets van horen en houdt een vurig pleidooi om de staking voort te zetten totdat de directie overstag gaat, ook al moeten ze verhongeren. Tijdens zijn toespraak komt Madge Thomas hem inlichten dat zijn vrouw gestorven is.
In het laatste bedrijf zitten de directieleden met de handen in het haar; niemand had verwacht dat de staking zo lang zou doorgaan. Madge Thomas komt Enid vertellen dat mevrouw Roberts dood is. Dit is bijzonder pijnlijk voor haar, daar mevrouw Roberts vroeger haar meid is geweest. Edgar Anthony stelt dat ze allen bloed aan hun handen hebben en tot een onmiddellijk vergelijk met de arbeiders moeten komen. De oude mijnheer Anthony ontsteekt in een tirade over moderne, zogenaamd socialistische waarden. Het is allemaal maar quatsch dat arbeiders en werkgevers dezelfde belangen zouden hebben; de baas is de baas en moet de plak zwaaien. Daarenboven heeft mevrouw Roberts alle hulp geweigerd en is ze derhalve aan haar eigen koppigheid bezweken.
Mijnheer Harness komt binnen. De arbeiders hebben achter de rug van Roberts ingestemd met het vakbondscompromis en Harness legt dit voor aan de raad van bestuur. Allen behalve Anthony stemmen voor en Anthony neemt ontslag; de andere directieleden hebben hem eruit gegooid. Het thans bereikte arbeidsakkoord is exact hetzelfde als vóór de extra eisen van Roberts. Annie Roberts is voor niets gestorven.

## Kenmerken
Strife gold als een goed voorbeeld van Galsworthy’s visie op natuurgetrouw drama. Hij brengt nuances aan door te laten zien dat niet alle kapitalisten harteloos zijn en dat ook arbeiders hovaardig kunnen zijn; dit maakt het toneelstuk moreel dubbelzinnig, wat interessanter is dan een stuk waarin simpelweg goed tegenover kwaad wordt geplaatst. Volgens Galsworthy vergt dit van de toneelschrijver een zekere afstandelijkheid.
In de eenentwintigste eeuw worden Galsworthy’s theaterstukken maar zelden opgevoerd. In 2016 werd Strife in Chichester ten tonele gebracht.